# تل شيرمان ( نيويورك )
تل شيرمان، هو جبل يقع في جبال كاتسكيل في نيويورك جنوب غرب فرانكلين.
يقع تل جالوب بين الجنوب والجنوب الغربي، ويقع تل لوتن في الغرب، ويقع تل جونسون من الشرق إلى الجنوب الشرقي من تل شيرمان.